# McCarthy (banda)
McCarthy foi uma banda de rock britânica, formada em Barking, Essex, Inglaterra em 1984 por Malcolm Eden (voz e guitarra), Tim Gane (guitarra), John Williamson (guitarra e baixo) e Gary Baker (bateria). Lætitia Sadier mais tarde se juntou à banda nos vocais para o seu último álbum de estúdio.
Eles misturaram um doce estilo melódico, dominado pela guitarra de 12 cordas de Gane com as letras abertamente políticas de Eden, muitas vezes com um tom satírico que refletia as tendências de extrema-esquerda da banda.
Após a dissolução do conjunto, Gane e Sadier passaram a formar o Stereolab, enquanto Eden formou um projeto musical de curta duração chamado Herzfeld. Baker passou por uma carreira na radiografia, antes de passar a trabalhar para o The Guardiane Williamson passou a trabalhar para a editora de música BMG e Domino Records.

## Discografia

### Álbuns de estúdio
- I Am a Wallet (1987)
- The Enraged Will Inherit the Earth (1989)
- Banking, Violence and the Inner Life Today (1990)

### EP's
- McCarthy at War EP (1989)

### Compilações
- A La Guillotine (1988)
- That's All Very Well But... (1996)

### Singles
- "In Purgatory"
- "Red Sleeping Beauty
- "Frans Hals
- "The Well of Loneliness
- "This Nelson Rockefeller"
- "Should the Bible Be Banned"
- "Keep an Open Mind or Else"
- "Get a Knife Between Your Teeth"